# Peter Oberndorfer (Jurist)

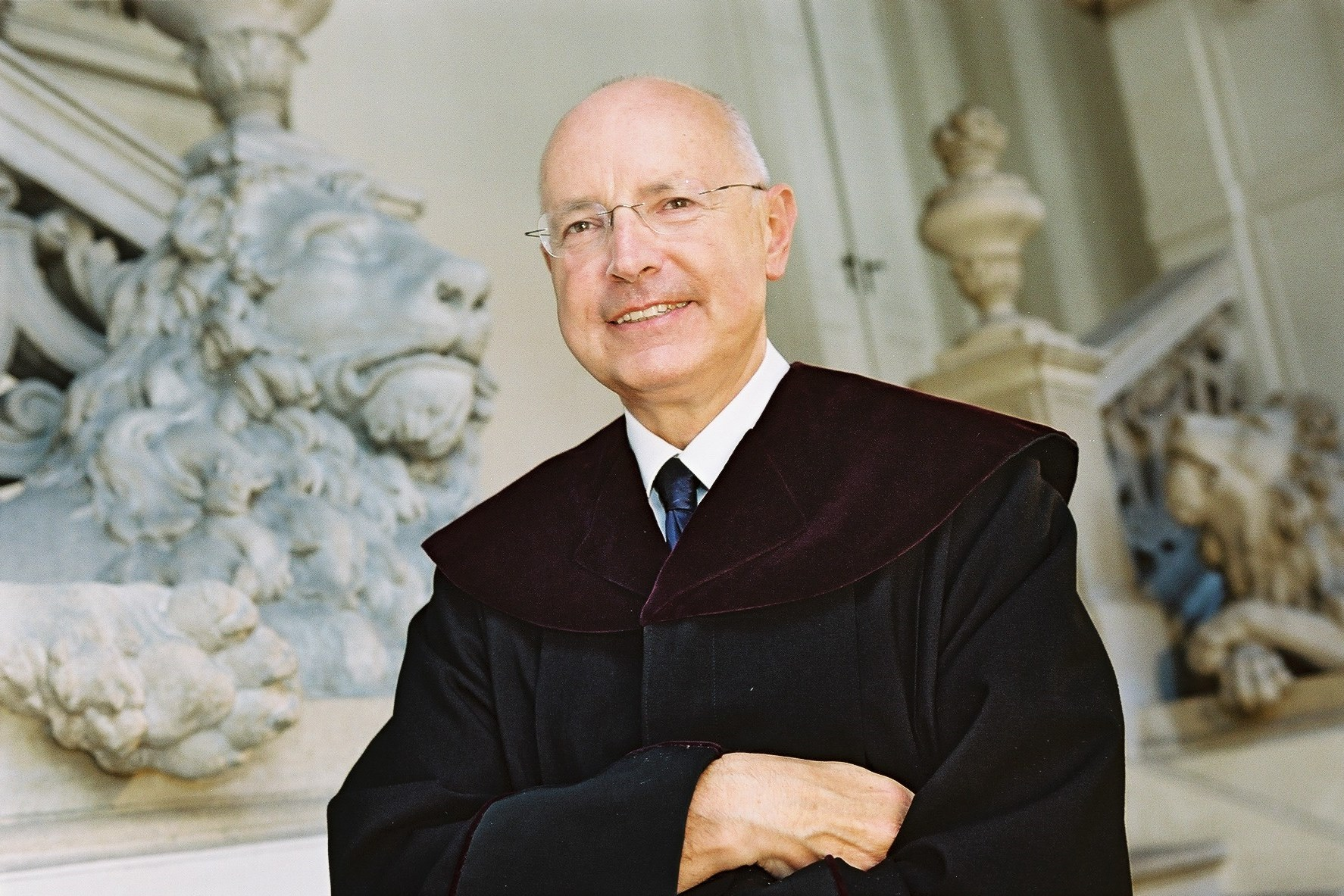
Peter Oberndorfer als Verfassungsrichter im Talar (2003)

Peter Oberndorfer (* 2. September 1942 in Linz; † 2. März 2024) war ein österreichischer Jurist und emeritierter Universitätsprofessor. Er war von 1979 bis 1981 Rektor der Johannes Kepler Universität Linz.

## Leben
Oberndorfer begann nach der Matura 1960 ein Studium der Rechtswissenschaften an der Universität Wien und schloss dieses 1964 ab. Er absolvierte in der Folge zwischen 1964 und 1965 seine Gerichtspraxis am Landesgericht für Zivilrechtssachen Wien, am Handelsgericht Wien sowie am Bezirksgericht Bad Ischl. Er trat 1965 in den Dienst der neugegründeten Hochschule für Sozial- und Wirtschaftswissenschaften (heute: Universität Linz) und arbeitete am Institut für Wirtschaftsrecht als Assistent bei Professor Ludwig Fröhler. 1972 wurde Oberndorfer zum ordentlichen Universitätsprofessor für öffentliches Recht am Institut für Verwaltungsrecht und Verfassungsrecht ernannt.  Zudem wirkte er von 1979 bis 1981 als Rektor der Universität Linz. Des Weiteren war er von 1977 bis 1987 Vorstand des Instituts für Verwaltungsrecht und Verwaltungslehre.
Neben seiner Lehr- und Forschungstätigkeit arbeitete Oberndorfer von 1984 bis 2012 als Höchstrichter am österreichischen Verfassungsgerichtshof. Zu seinen wissenschaftlichen Werken gehörten unter anderem die Standardwerke „Die österreichische Verwaltungsgerichtsbarkeit“ und „Das österreichische Gemeinderecht“. Oberndorfer war zudem Herausgeber von „Grundriss der Verwaltungslehre“ und „österreichische Verwaltungslehre“.
Von 1962 bis zu seinem Tod war er Mitglied der katholischen Studentenverbindung KaV Marco-Danubia Wien.

## Auszeichnungen
- 2016: Kulturpreis des Landes Oberösterreich in der Kategorie Rechtswissenschaften[2]

## Werke (Auswahl)
- Gemeinderecht und Gemeindewirklichkeit : eine verfassungsrechtliche und verwaltungswissenschaftliche Untersuchung zur Problematik der Einheitsgemeinde. Linz 1971
- Körperschaften des Öffentlichen Rechts und Interessenvertretung. München 1974 (zusammen mit Ludwig Fröhlich)
- Stadtrechtsreform in Österreich. Vorschläge für eine demokratische Stadtverwaltung. Linz 1976
- Strompreisbestimmung aus rechtlicher Sicht. Linz 1979
- Das österreichische Gemeinderecht : Sammlung der gemeinderechtlichen Vorschriften Österreichs. Wien, München 1980 (zusammen mit Ludwig Fröhlich)
- Raumordnung und Gewerberecht. Linz 1980 (zusammen mit Ludwig Fröhlich)
- Bürger und Verwaltung. Linz 1981 (zusammen mit Bruno Binder)
- Die österreichische Verwaltungsgerichtsbarkeit. Ein Grundriß für Studium und Praxis. Mit den die Verwaltungsgerichtsbarkeit betreffenden Rechtsvorschriften und Musterschriftsätzen im Anhang. Linz 1983
- Die wirtschaftliche und berufliche Selbstverwaltung durch Kammern in der Bundesrepublik Deutschland. Alfeld 1987
- Deregulierung. Linz 1992
- Die Normenkontrolle des Verfassungsgerichtshofes im Bereich der Raumplanung. Wien u. a. 1995 (zusammen mit Peter Jahn)
- Das oberösterreichische Landesrecht : Sammlung aller für die Praxis wichtigen Landesgesetze und -verordnungen. Mit einem Sachverzeichnis von zirka 35.000 Stichworten im Anhang. Linz 1998